# Кусково (гміна Пшасниш)
Кусково (пол. Kuskowo) — село в Польщі, у гміні Пшасниш Пшасниського повіту Мазовецького воєводства.
У 1975-1998 роках село належало до Остроленцького воєводства.